# Manuel Arboleda
Pour les articles homonymes, voir Sánchez, Manuel Sánchez, Santos (homonymie) et Arboleda (homonymie).
Manuel Santos Arboleda Sánchez, né le 2 août 1979 à Buenaventura, Valle del Cauca, est un footballeur colombien qui évolue au poste de défenseur.

## Biographie
Manuel Arboleda a été l'un des meilleurs joueurs de la Orange Ekstraklasa lors de la saison 2006-2007, ce qui a en partie permis au Zagłębie Lubin de remporter le titre de champion.

## Palmarès
- Finaliste de la Coupe de Pologne : 2006
- Champion de Pologne : 2007, 2010
- Vainqueur de la Coupe de Pologne : 2009
- Vainqueur de la Supercoupe de Pologne: 2007, 2009